# ボリス・コブザン
ボリス・イワノビッチ・コブザン（ロシア語: Борис Иванович Ковзан、1922年4月7日 - 1985年8月31日）は、ソビエト連邦のパイロット。最終階級は大佐（ポルコブニク）。ソビエト連邦においてはタラーン攻撃（露: Таран）として知られたエアラミングを、史上唯一4回行ったうえで生還したパイロットとしても知られる。

## 生涯

### 生い立ち
コブザンは、1922年、現在のロストフ州、シャフティに住むロシア系の労働者階級の家庭に生まれた。白ロシア、バブルイスクの中等学校を卒業した後、1939年、赤軍に入営し、ウクライナのオデッサ空軍学校に入学した。1940年、白ロシア特別軍管区(ロシア語: BOVO)の第160戦闘機航空連隊配属となった。

### 第二次世界大戦
1941年、ナチス・ドイツがバルバロッサ作戦を開始し、ソビエト連邦への侵入を始めると、コブザンはすぐに前線へと配置された。1941年10月29日、第42戦闘機航空連隊少尉であったコブザンは、ザゴルスク（現セルギエフ・ポサード）上空で初の体当たり攻撃を行った。迎撃機MiG-3で、偵察任務にあたっていたドイツ軍のメッサーシュミット Bf110に向かって突っ込んだ。その日、コブザンはすでに4機編成のメッサーシュミット Bf109の内の1機を撃墜するのに弾薬を全て使い切り、飛行場への帰投を余儀なくされていた。飛行場へ向かう途上、ドイツ軍の偵察機に気づいた彼は、高度5000メートル（1,6000フィート）で偵察機の上方からの突進を敢行した。敵機の上方からの体当たり攻撃は異例であったが、この戦術を用いたのはコブザンだけでは無かった。彼の他にも、同国のエースパイロット、アメト＝ハン・スルタンが同様の攻撃を試みている。体当たり攻撃のあと、コブザンの飛行機は軟着陸した。なお、彼は同年8月の時点で敵のDo 215軽爆撃機を撃墜している。
1942年2月21日、コブザンはトルジョークで2度目のエアラミングを行った。Yak-1で出撃した彼は、ユンカース Ju 88に体当たり攻撃を行ってから、戦闘機自体は傷つきながらも飛行場へと帰投している。
同年7月9日、ノヴゴロド州リュブツィ村の上空で、メッサーシュミット Bf110相手に3度目のエアラミングを敢行。Yak-1で出撃した彼は、このときも無事帰投した。この攻撃のあと、彼はソ連邦英雄の候補に上がったが、第6航空軍（後の第6航空・防空軍）がこの案を却下、代わりに赤旗勲章が授与されることとなった。
4度目にして最後の体当たり攻撃は、1942年8月13日、La-5戦闘機搭乗時にユンカース Ju 88に対して行ったものだった。付近を哨戒飛行中に、ユンカース Ju 88が7機、メッサーシュミット Bf110が6機を確認したコブザンは、接近を試みたが、ドイツ軍側に先んじて察知され、攻撃されてしまった。コブザンは、1機では爆撃機の編隊に太刀打ちできないことを承知の上で、敵軍の追加の護衛戦闘機を無視し、ユンカースの軽爆撃機数機のなかに突っ込み、自分がメッサーシュミット Bf109に撃墜される前に敵機を落とせるだけ落とそうと考えた。メッサーシュミット Bf109の発砲した弾丸がコブザンの乗るLa-5戦闘機のコックピットに命中し、彼は右目に被弾してしまった。なんとか機体からの脱出を図ろうとしたが、力及ばず、そのままLa05はユンカース Ju 88の1機に正面衝突してしまう。衝突の衝撃によってできた穴でなんとか機体からの脱出はできたものの、高度6000メートル以上（2,0000ft）から落下し、集団農場の沼に着地。コブザンは脚と腕、肋骨を数本骨折した。集団農場で働く労働者達に沼から救助された彼は、意識不明のままパルチザン部隊（赤軍パルチザン）に引き渡され、モスクワの病院まで移送、そこで意識を取り戻した。
1943年8月24日、コブザンは、重傷にもかかわらず不屈の精神を貫いたとして、ソビエト連邦最高会議の布告によりソ連邦英雄を公式に受賞した。10ヶ月に渡るリハビリと入院生活ののち、コブザンはソビエト空軍に復帰した。当初は飛行教官として従事したが、後には第144戦闘機連隊の副連隊長に補された。
コブザンは、大戦中に28機撃墜（うちエアラミング4回）したが、この撃墜数は後世の歴史家によって疑問符を付けられている。そのため2014年に出版されたミハイル・ビコフの『ソビエト連邦エース・パイロット事典』には含まれていない。

### 大戦後
第二次世界大戦終結後、コブザンは空軍に残り、いくつかの役職を歴任している。終戦当初は第123戦闘航空防衛師団の副司令官を務め、1954年に空軍士官学校を卒業後、リャザンの航空クラブ「DOSAAF」の代表を務めた。1958年、最終階級を大佐で退役、予備役に移ったが、1969年にミンスクへ移り住むまではリャザン航空クラブの代表職は続けた。1985年8月30日、63歳で亡くなり、ミンスクの北方墓地に埋葬された。